# 레프 (맥주)

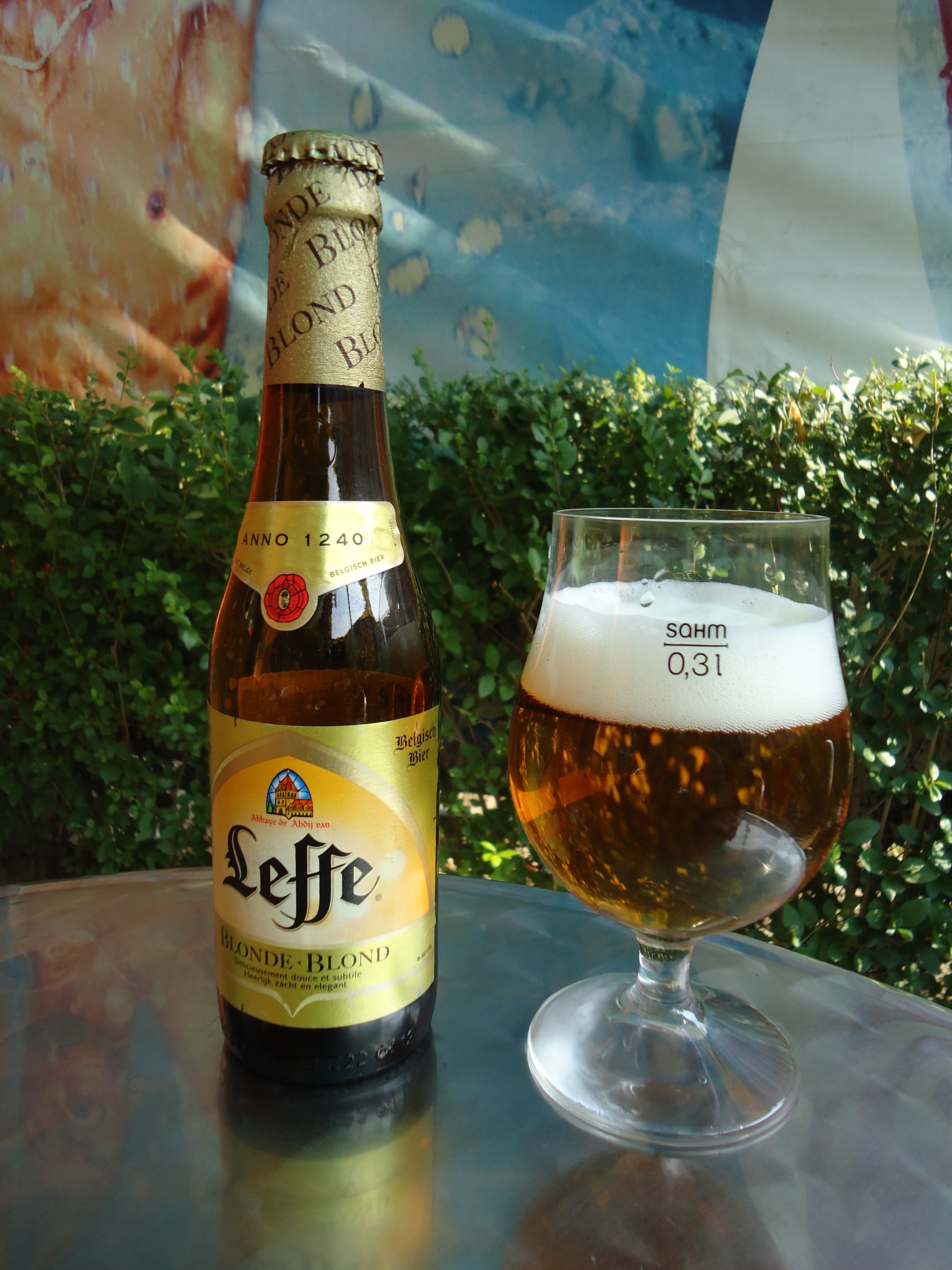
레프 블론드

레프(Leffe)는 인베브의 맥주 브랜드이다. 
수도원 맥주이지만 트라피스트 에일은 아니다. 이는 애비 에일(Abbey Ale)로 분류되는데, Abbey가 수도원이라는 뜻을 가지는 단어긴 하지만 애비 에일은 일반적인 맥주 회사에서 수도원으로부터 공식적인 양조 허가를 받아 '수도원 방식'으로 양조되는 맥주를 뜻하므로, 대중적인 맥주이면서도 수도원 맥주의 특징이 고스란히 녹아들어있다는 점이 이 맥주의 가장 큰 특징이다.